# Міяко (острови)
Острови Мія́ко (яп. 宮古列島, Міяко-Ретто) — острівна група в складі островів Сакісіма, в архіпелазі Рюкю (Нансей), Японія. Острови утворюють окремий повіт префектури Окінава.
Площа архіпелагу становить 226.47 км², найбільшими островами є Міяко — 158,7 км², Ірабу — 29,08 км², та Тарама — 19,75 км².
Населення становить 54 043 осіб (2008), в тому числі округу Міяко — 52 777 осіб та округу Тарама — 1 266 осіб.
Максимальна висота — 115 м на острові Міяко.
Найбільше місто — Хірара на острові Міяко.

## Список островів
Округ Міяко:
- Міяко (яп. 宮古島)
- Ірабу (яп. 伊良部島)
- Сімодзі (яп. 下地島)
- Куріма (яп. 来間島)
- Ікема (яп. 池間島)
- Огамі (яп. 大神島)
- Наканобанаре
- Футеїва

Округ Тарама:
- Тарама (яп. 多良間島)
- Мінна (яп. 水納島)